# Dipseudopsis burgeoni
Dipseudopsis burgeoni är en nattsländeart som beskrevs av Navás 1930. Dipseudopsis burgeoni ingår i släktet Dipseudopsis och familjen Dipseudopsidae. Inga underarter finns listade i Catalogue of Life.